# Immediate Lee
Immediate Lee is een Amerikaanse western uit 1916 onder regie van Frank Borzage.

## Verhaal
De cowboy Immediate Lee maakt jacht op een bende veedieven. Om de bendeleider Kentuck Hurley uit te dagen verleidt hij zijn meisje Beulah. Kentuck verwondt Immediate Lee, maar Beulah verpleegt hem en ze worden verliefd. Na zijn herstel spoort hij Kentuck op en uiteindelijk doodt hij hem in een confrontatie met de veedieven.

## Rolverdeling
| Acteur          | Personage      |
| --------------- | -------------- |
| Frank Borzage   | Immediate Lee  |
| Ann Little      | Beulah         |
| Chick Morrison  | John Masters   |
| Jack Richardson | Kentuck Hurley |
| William Stowell | King           |